# Tetralicia
Tetralicia es un género de insectos hemípteros de la familia Aleyrodidae, subfamilia Aleyrodinae. El género fue descrito primero por Harrison en 1917.

## Especies
La siguiente es la lista de especies pertenecientes a este género.
- Tetralicia debarroi Martin & Carver in Martin, 1999
- Tetralicia erianthi Danzig, 1969
- Tetralicia ericae Harrison, 1917
- Tetralicia graminicola Bink-Moenen, 1983
- Tetralicia iberiaca Bink-Moenen, 1989
- Tetralicia tuberculata Bink-Moenen, 1983